# Rio Bota Mare
O Rio Bota Mare é um rio da Romênia afluente do Rio Zăbrătău, localizado no distrito de Covasna.